# Bopolu
Bopolu est une ville du Liberia et la capitale du comté de Gbarpolu. Elle est située à 91 km au nord de Monrovia. Sa population s'élevait à 2 908 habitants au recensement de 2008.